# Чудова сімка гладіаторів
«Чудова сімка гладіаторів» (італ. I sette magnifici gladiatori) — італійський художній пригодницький фільм, знятий режисерами Бруно Маттеї і Клавдіо Фрагассо в 1983 році.
Ремейк фільму «Сім самураїв».

## Сюжет
Зневірені від щорічних грабіжницьких набігів, жінки села відправляються на пошуки того, хто зможе врятувати їх від злого бандита, наділеного своєю матір'ю-чарівницею надприродними силами.
Одна на надія на героя з його друзями, та на чарівний меч, яким володіють селянки.

## У ролях
- Лу Ферріньйо — Ган
- Сибіл Даннінг — Юлія
- Бред Гарріс — Сціпіо
- Ден Вадіс
- Карла Ферріньйо
- Сел Боргезе
- Барбара Пезанте
- Єгуда Ефроні
- Менді Райс-Девіс
- Роберт Мура
- Еміліо Мессіна